# Mito de la creación de Japón

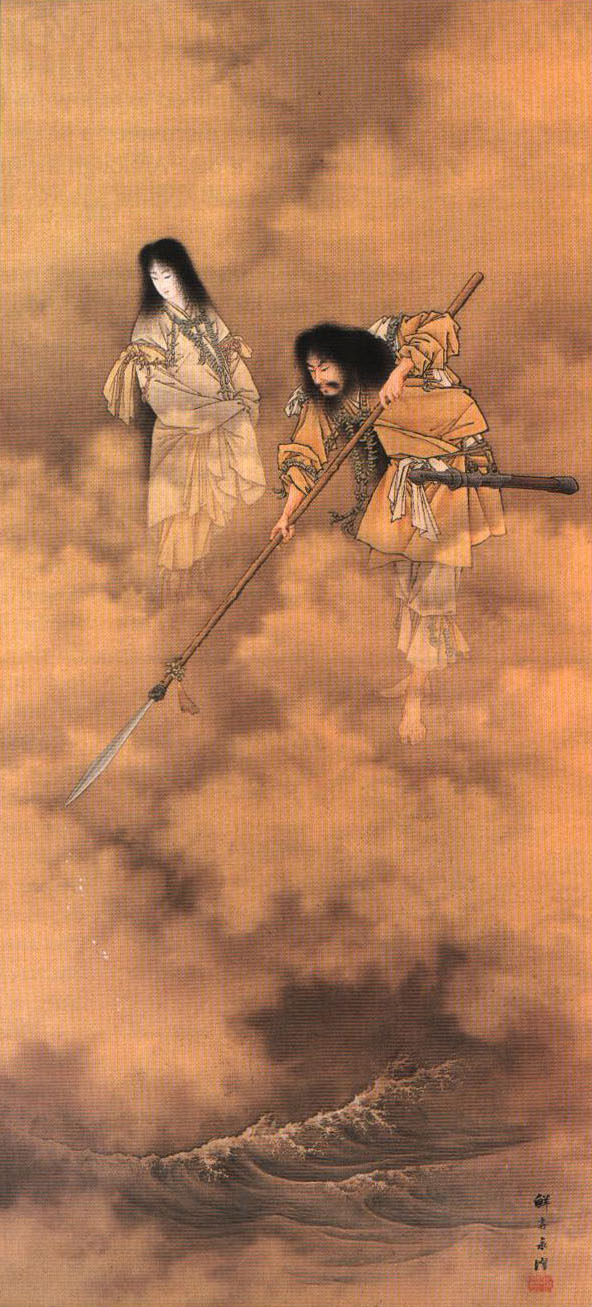
Izanagi (derecha) e Izanami (izquierda) consolidando la Tierra con la lanza Ama-no-Nuboko. Pintura de Eitaku Kobayashi (era Meiji).

En la mitología japonesa, la creación de Japón (国産み Kuniumi?,  literalmente, “nacimiento o formación del país”) es la historia tradicional y legendaria de la aparición del archipiélago japonés, relatada de primera mano en el Kojiki y en el Nihonshoki. Esta leyenda se sitúa después de la creación del Cielo y la Tierra; los dioses Izanagi e Izanami fueron los encargados de formar una serie de islas que se convertirían en lo que hoy es Japón (dentro de la mitología japonesa, estas islas conforman el mundo conocido). Posterior a la creación de Japón, llegaría la creación de los dioses.

## El relato

### Según elKojiki
Luego de haberse formado el Cielo y la Tierra, esta última seguía siendo una masa informe y blanda. Los dioses que habían surgido luego de este suceso, conocidos como Kotoamatsukami, se reunieron para discutir sobre el destino de la Tierra; y decidieron delegar mediante un augusto mandato a la pareja más joven de dioses, Izanagi e Izanami, y le entregaron una lanza llamada Ame-no-nuboko (天沼矛?), cubierta con piedras preciosas. Posteriormente, Izanagi e Izanami se posaron en un puente flotante celestial llamado Ame-no-ukihashi (天浮橋?) y con la lanza Ame-no-nuboko comenzaron a revólver la masa caótica, y al sacar dicha lanza caían gotas de agua salada que se coagularon y dieron nacimiento a una isla, llamada Onogoro-shima (淤能碁呂島?   literalmente “espontáneamente coagulada”).
Al formarse esta isla, ambos dioses bajaron del cielo, y edifican de manera espontánea un augusto altar llamado Yashidono, una augusta columna celeste llamada Ama-no-mi-hashira y alrededor de ésta, una augusta sala de ocho brazas.
Posteriormente, y citando al Kojiki, ambos sostienen una conversación:

¿De qué forma ha sido hecho tu cuerpo?
Izanagi

Mi cuerpo está completamente formado, pero hay una parte que no ha crecido y está cerrada.
Izanami

También mi cuerpo está totalmente formado, pero tengo una parte que ha crecido demasiado. Así, si introduzco ahí la parte de mi cuerpo que ha crecido demasiado, procrearemos las tierras. ¿Qué solución mejor que procrear?
Izanagi

Izanami aceptó el acto e Izanagi propuso que ambos debían girar alrededor de la columna Ama-no-mi-hashira, Izanami debía ir hacia la derecha e Izanagi, a la izquierda y al encontrarse realizarían el coito. Sin embargo, luego de haberse encontrado en el pilar, Izanami fue la primera en hablar diciendo “¡Oh, en verdad eres un joven hermoso y amable!” y luego Izanagi: “¡Oh, qué joven más hermosa y amable!”. Izanagi reprendió a Izanami diciendo: “No es correcto que sea la mujer quien hable primero”.
A pesar de ello, ambos hicieron el acto sexual, y posteriormente de manera repentina engendraron un hijo llamado Hiruko (水蛭子?   literalmente, ”Niño sanguijuela”), el cual fue puesto en un barca de juncos y la corriente lo arrastró. Luego dieron nacimiento a Ahashima ( 淡島?   literalmente, “Isla de Espuma”). Tanto Hiruko como Ahashima no son considerados hijos legítimos de Izanagi e Izanami.
Izanagi e Izanami conversaron acerca del problema que están teniendo al haber engendrado hijos no buenos y deciden acudir a Takamagahara y consultar ante los dioses primordiales. Los dioses, mediante la adivinación, les responden que la razón del problema es porque la mujer ha hablado primero en el acto. Así, la pareja de dioses vuelve a Onogoro-shima y nuevamente giran sobre la augusta columna de Ama-no-mi-hashira y al encontrarse Izanagi fue el primero en exclamar, seguido por Izanami. Al terminar, realizan la augusta unión entre ambos y así comenzaron a procrear las tierras.

#### Nacimiento de las islas

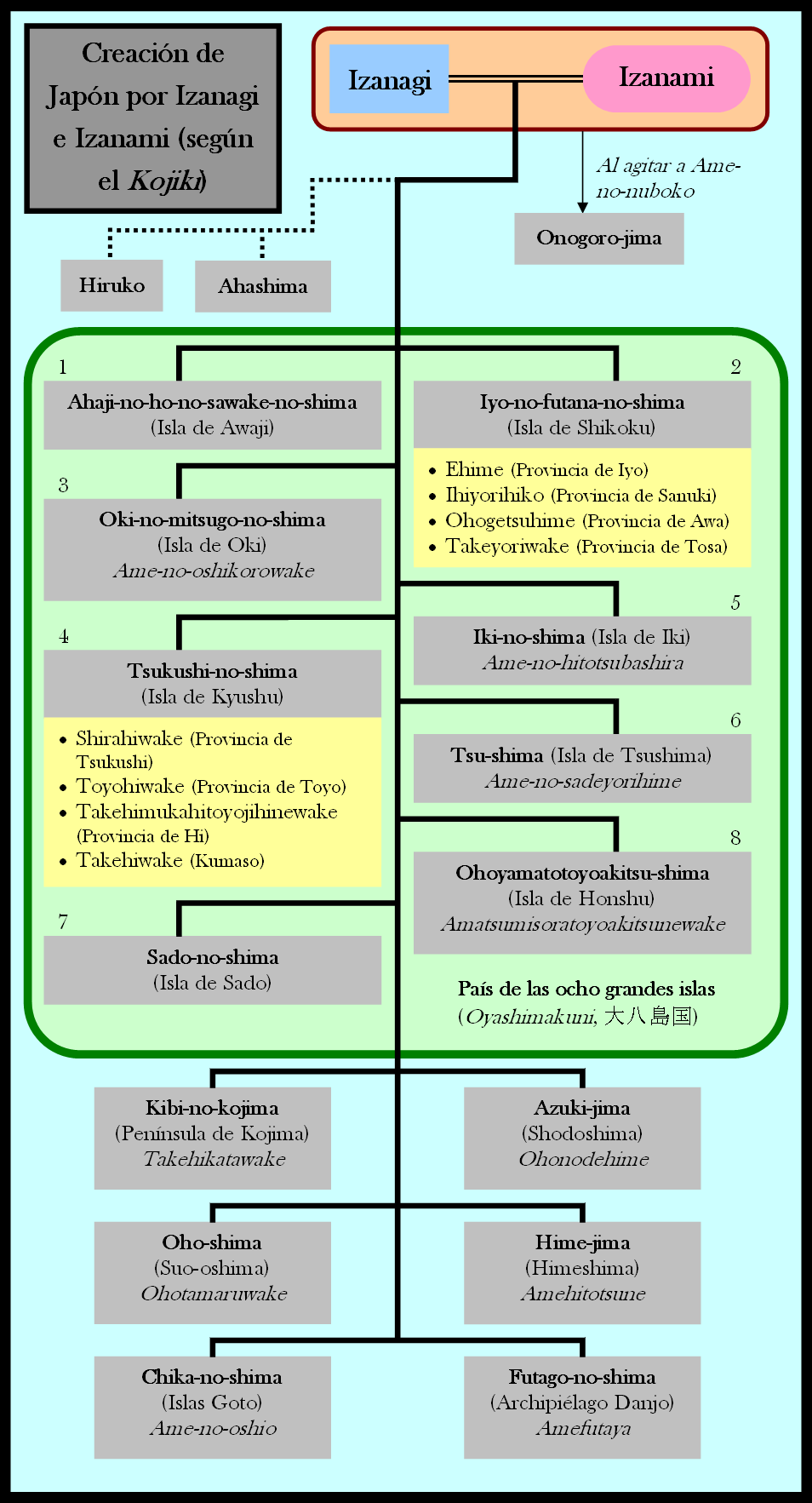
Árbol genealógico de las islas engendradas por Izanagi e Izanami.

Según la leyenda, la formación de Japón comienza con la procreación de ocho grandes islas por Izanagi e Izanami. Estas islas, en el orden de nacimiento, son las siguientes:
1. Ahaji-no-ho-no-sawake-no-shima (淡道之穂之狭別島?): actualmente, isla de Awaji;
2. Iyo-no-futana-no-shima (伊予之二名島?): actualmente, isla de Shikoku. Esta isla poseía un cuerpo y cuatro caras. Los nombres de las cuatro caras son las siguientes:
  - Ehime (愛比売?): provincia de Iyo;
  - Iyorihiko (飯依比古?): provincia de Sanuki;
  - Ohogetsuhime (大宣都比売?): provincia de Awa;
  - Takeyoriwake (建依別?): provincia de Tosa.
3. Oki-no-mitsugo-no-shima (隠伎之三子島?): actualmente, isla de Oki. Apodado como Ame-no-oshikorowake (天之忍許呂別?);
4. Tsukushi-no-shima (筑紫島?): actualmente, isla de Kyūshū. Esta isla poseía un cuerpo y cuatro caras. Los nombres de las cuatro caras son las siguientes:
  - Shirahiwake (白日別?): provincia de Tsukushi;
  - Toyohiwake (豊日別?): provincia de Toyo;
  - Takehimukahitoyojihinewake (建日向日豊久士比泥別?): provincia de Hi;
  - Takehiwake (建日別?): Kumaso.
5. Iki-no-shima (伊伎島?): actualmente, isla de Iki. Apodado como Amehitotsubashira (天比登都柱?);
6. Tsu-shima (津島?): actualmente, isla de Tsushima. Apodado como Ame-no-sadeyorihime (天之狭手依比売?);
7. Sado-no-shima (佐度島?): actualmente, isla de Sado;
8. Ohoyamatotoyoakitsu-shima (大倭豊秋津島?): actualmente, isla de Honshū. Apodado como Amatsumisoratoyoakitsunewake (天御虚空豊秋津根別?).

Estas ocho islas que se formaron son conocidas tradicionalmente como Ōyashimakuni (大八島国?   literalmente, “país de las ocho grandes islas”) y en su conjunto es lo que es conocido actualmente como Japón (en el mito no se mencionan la isla de Hokkaidō ni las islas Ryukyu porque en el momento de la redacción de la leyenda, estas islas eran desconocidas para los japoneses). 
Adicionalmente, Izanagi e Izanami engendraron posteriormente seis islas:
1. Kibi-no-kojima (吉備児島?): península de Kojima. Apodado como Takehikatawake (建日方別?);
2. Azuki-jima (小豆島?): Shōdōshima. Apodado como Ohonodehime (大野手比売?);
3. Oho-shima (大島?): Suō-ōshima. Apodado como Ohotamaruwake (大多麻流別?);
4. Hime-jima (女島?): Himeshima. Apodado como Amehitotsune (天一根?);
5. Chika-no-shima (知訶島?): Islas Gotō. Apodado como Ame-no-oshio (天之忍男?);
6. Futago-no-shima (両児島?): Archipiélago Danjo. Apodado como Amefutaya (天両屋?).

### Según elNihonshoki
El relato de este libro solamente difiere en que Izanagi e Izanami se ofrecieron de manera voluntaria para consolidar la Tierra. También en que Izanagi e Izanami son descritos en la leyenda como el “dios del yang” ( 陽神?) y la “diosa del yin” ( 陰神?); influenciados por las ideas del yin y yang. El resto de la historia es idéntico, con excepción de que los otros dioses celestiales (Kotoamatsukami) no hacen aparición y tampoco son mencionados las seis últimas islas menores que engendraron Izanagi e Izanami.